# Julius Frey
Julius Frey,né le 25 octobre 1881 à Stuttgart et mort le 28 août 1960 dans la même ville, est un nageur allemand spécialiste des épreuves de nage libre.

## Jeux olympiques
- Jeux olympiques de 1900 à Paris (France) :
  -  Médaille d'or au titre du relais 200 m par équipes.
  - 8e au 200 m nage libre

## Sources
- (en) Cet article est partiellement ou en totalité issu de l’article de Wikipédia en anglais intitulé « Julius Frey » (voir la liste des auteurs).